# Saint-Sulpice (Mayenne)
Saint-Sulpice is een plaats en voormalige gemeente in het Franse departement Mayenne (regio Pays de la Loire) en telt 188 inwoners (1999). De plaats maakt deel uit van het arrondissement Château-Gontier. Saint-Sulpice is op 1 januari 2019 gefuseerd met de gemeente Loigné-sur-Mayenne tot de gemeente La Roche-Neuville. 

## Geografie
De oppervlakte van Saint-Sulpice bedraagt 8,1 km², de bevolkingsdichtheid is 23,2 inwoners per km².
De onderstaande kaart toont de ligging van Saint-Sulpice (Mayenne) met de belangrijkste infrastructuur en aangrenzende gemeenten.

## Demografie
Onderstaande figuur toont het verloop van het inwonertal (bron: INSEE-tellingen).